# Delias lativitta
Delias lativitta é uma borboleta da família Pieridae. Foi descrita por John Henry Leech em 1893. É encontrada no reino indomalaio.
A envergadura é de cerca de 83 a 100 mm para machose 102–104   mm para as fêmeas. Os adultos podem ser distinguidos pelo sistema de células brancas na parte superior dos membros posteriores.

## Subespécies
- D. l. lativitta (China ocidental)
- D. l. Formosana Matsumura, 1909 (China, Taiwan)
- D. l. parva Talbot, 1937 (Butão)
- D. l. naga Tytler, 1939 (Nagaland, Índia)
- D. l. yunnana Talbot, 1937 (Yunnan, China)
- D. l. tai Yoshino, 1999 (S Yunnan, China, Laos, Norte do Vietnã, Norte da Tailândia, Nordeste de Myanmar)
- D. l. tongi Mell, 1938 (Kuatun, noroeste de Fujin, China)